# Глазов, Василий Михайлович
Василий Михайлович Глазов (11 октября 1931, Краснодар, Северо-Кавказский край — 14 декабря 2000, Зеленоград) — российский физикохимик, лауреат Государственной премии СССР (1981).

## Биография
Родился 11.10.1931 в Краснодаре.
Окончил Московский институт цветных металлов и золота им. Калинина (1954, с отличием) по кафедре металловедения.
Работал в Институте металлургии и материаловедения имени А. А. Байкова, в 1955—1960 гг. в лаборатории полупроводниковых материалов.
В 1959 г. защитил кандидатскую, в 1966 — докторскую диссертации. В 1967 г. присвоено звание профессора. Диссертации:
- Исследование физико-химических свойств антимонидов алюминия, галлия и индия в жидком состоянии : диссертация … кандидата технических наук : 05.00.00. — Москва, 1959. — 194 с. : ил.
- Исследования в области физико-химического анализа полупроводников в жидкой фазе : диссертация … доктора химических наук : 02.00.00. — Москва, 1966. — 612 с. : ил.

В 1967—1968 гг. профессор кафедры физико-химических исследований полупроводников МИСиС.
С 1968 г. и до конца жизни работал в Московском институте электронной техники (МИЭТ), до 1999 г. зав. кафедрой физической химии.
Научная специализация — химия полупроводниковых материалов.
Подготовил 70 кандидатов и 12 докторов наук.
Государственная премия СССР 1981 года (в составе коллектива) — за цикл исследований по химической термодинамике полупроводников.
Умер 14.12.2000. Похоронен в Зеленограде на городском кладбище.
Семья: жена, двое детей.

## Сочинения
- Термодинамика гальванических элементов. Кинетика электродных процессов. Электрохимия полупроводников [Текст] : Учеб. пособие по электрохимии. — Москва : МИЭТ, 1978. — 95 с. : ил.; 20 см.
- Основы физической химии [Текст] : [учебное пособие для втузов] / В. М. Глазов. — Москва : Высшая школа, 1981. — 456 с. : ил.; 22 см.
- Энтропия плавления металлов и полупроводников [Текст] / В. М. Глазов. — Москва : Металлургия, 1980. — 172 с. : ил.; 21 см.
- Химическая термодинамика : (Учеб. пособие) / В. М. Глазов, Л. М. Павлова. — М. : МИЭТ, 1980 (вып. дан. 1981). — 117 с. : ил.; 20 см.
- Микротвердость металлов [Текст] / В. М. Глазов, В. Н. Вигдорович. — Москва : Металлургиздат, 1962. — 224 с. : ил.; 22 см.
- Химическая термодинамика и фазовые равновесия / В. М. Глазов, Л. М. Павлова. — 2-е изд., перераб. и доп. — М. : Металлургия, 1988. — 558,[1] с. : ил.; 22 см; ISBN 5-229-00363-4
- Микротвердость металлов и полупроводников [Текст] / В. М. Глазов, В. Н. Вигдорович. — 2-е изд., испр. и доп. — Москва : Металлургия, 1969. — 248 с. : ил.; 27 см.
- Расчет степени диссоциации полупроводниковых соединений по кривизне ликвидуса : (Конспект лекций по курсу «Физ. химия») / В. М. Глазов, Л. М. Павлова. — М. : МИЭТ, 1980. — 77 с. : ил.; 20 см.
- Химическая термодинамика и фазовые равновесия : (Двухкомпонент. металлич. и полупроводниковые системы) / В. М. Глазов, Л. М. Павлова. — М. : Металлургия, 1981. — 336 с. : ил.; 22 см.
- Фазовые диаграммы простых веществ / В. М. Глазов, В. Б. Лазарев, В. В. Жаров. — М. : Наука, 1980. — 272 с. : ил.; 21 см.
- Методы исследования свойств жидких металлов и полупроводников / В. М. Глазов, М. Вобст, В. И. Тимошенко; Под ред. В. М. Глазова. — М. : Металлургия, 1989. — 384 с. : ил.; 21 см; ISBN 5-229-00059-7
- Физико-химические основы легирования полупроводников [Текст] / В. М. Глазов, В. С. Земсков ; АН СССР. Ин-т металлургии им. А. А. Байкова. — Москва : Наука, 1967. — 371 с. : ил.; 26 см.
- Термодинамические расчеты химических и фазовых равновесий : Растворы и хим. реакции : Учеб. пособие / В. М. Глазов, В. В. Жаров, Л. М. Павлова; Моск. гос. ин-т электрон. техники (техн. ун-т). — М. : МГИЭТ (ТУ), 1995. — 188 с. : ил.; 20 см; ISBN 5-7256-0072-6
- Термодинамические расчеты химических и фазовых равновесий : (Однокомпонент. и двухкомпонент. системы) : Учеб. пособие / В. М. Глазов, В. В. Жаров, Л. М. Павлова; Моск. гос. ин-т электрон. техники (техн. ун-т). — М. : МГИЭТ(ТУ), 1995. — 210 с. : ил.; 20 см; ISBN 5-7256-0073-4 :
- Аналитический аппарат физической химии : Учеб. пособие по курсу физ. химии / В. М. Глазов, А. С. Пашинкин; М-во образования Рос. Федерации. Моск. гос. ин-т электрон. техники (Техн. ун-т). — М., 2000. — 88 с. : ил., табл.; 20 см; ISBN 5-7256-0259-1
- Жидкие полупроводники [Текст] / В. М. Глазов, С. Н. Чижевская, Н. Н. Глаголева ; АН СССР. Ин-т металлургии им. А. А. Байкова. — Москва : Наука, 1967. — 244 с. : черт.; 27 см.
- Закономерности формирования структуры электронных расплавов / А. Р. Регель, В. М. Глазов. — М. : Наука, 1982. — 320 с. : ил.; 22 см.
- Легирование полупроводниковых соединений : Учеб. пособие / А. А. Айвазов, В. М. Глазов. — Москва : МИЭТ, 1984 (вып. дан. 1985). — 83 с. : ил.; 20 см.
- Технология интегральных микросхем. Диффузия. Эпитаксия : Учеб. пособие по курсу «Технология интегр. микросхем» / В. М. Глазов, В. В. Игнатьев, М. А. Королев, М. А. Ревелева; Под ред. В. В. Игнатьева. — М. : МИЭТ, 1985. — 76 с. : ил.; 20 см.
- Термодинамика и материаловедение полупроводников / [А. В. Новоселова, В. М. Глазов, Н. А. Смирнова и др.]; Под ред. В. М. Глазова. — М. : Металлургия, 1992. — 390,[1] с. : граф.; 21 см; ISBN 5-229-00512-2
- Конструктивные и технологические особенности производства биполярных интегральных схем : (Учеб. пособие) / В. М. Глазов, В. В. Игнатьев, М. А. Королев и др.; Под ред. М. А. Ревелевой. — М. : МИЭТ, 1978 (вып. дан. 1979). — 70 с. : ил.; 20 см.
- Фазовые равновесия гетерогенных систем [Текст] : [Учеб. пособие] / В. М. Глазов, Т. В. Зотова ; М-во высш. и сред. спец. образования СССР. Моск. ин-т электр. техники. — Москва : [б. и.], 1974-. — 20 см. Ч. 1. — 1974. — 127 с. : ил. Ч. 2: Теория растворов в приложении к анализу фазовых равновесий. — 1975. — 152 с. : ил.
- Учебное пособие по электрохимии «Основы учения об электролитах» [Текст] / В. М. Глазов, А. Л. Ломов ; М-во высш. и сред. спец. образования СССР. Моск. ин-т электрон. техники. — Москва : [б. и.], 1977-. — 20 см. [Ч. 1]. — 1977. — 109 с. : ил.
- Методы исследования термоэлектрических свойств полупроводников [Текст] / В. М. Глазов, А. С. Охотин, Р. П. Боровикова, А. С. Пушкарский ; Под ред. д-ра физ.-мат. наук А. Р. Регеля. — Москва : Атомиздат, 1969. — 175 с. : черт.; 22 см.